# Lariano
Lariano – miejscowość i gmina we Włoszech, w regionie Lacjum, w prowincji Rzym.
Według danych na rok 2004 gminę zamieszkiwały 10 092 osoby, 388,2 os./km².

## Współpraca
- Victoria, Rumunia
- Sausset-les-Pins, Francja
- Crecchio, Włochy
- San Ferdinando di Puglia, Włochy